# Propriedades de disjunção e existência

## Propriedades relacionadas
Rathjen (2005) lista cinco propriedades que uma teoria pode possuir. Estas incluem a propriedade de disjunção (PD), a propriedade de existência (PE) e três propriedades adicionais:
- A propriedade de existência numérica (PEN) afirma que se a teoria prova que {\displaystyle (\exists x\in \mathbb {N} )\varphi (x)}, onde φ não possui outras variáveis livres, então a teoria prova {\displaystyle \varphi ({\bar {n}})} para algum {\displaystyle n\in \mathbb {N} }. Aqui, {\displaystyle {\bar {n}}} é um termo em {\displaystyle T} representando o número n.
- A regra de Church (RC) afirma que se uma teoria prova que {\displaystyle (\forall x\in \mathbb {N} )(\exists y\in \mathbb {N} )\varphi (x,y)} então existe um número natural e tal que, sendo {\displaystyle f_{e}} a função computável de índice e, a teoria prova que {\displaystyle (\forall x)\varphi (x,f_{e}(x))}.
- A variante da regra de Church (RC') afirma que se a teoria prova que {\displaystyle (\exists f\colon \mathbb {N} \to \mathbb {N} )\psi (f)} então existe um número natural e tal que a teoria prova que {\displaystyle f_{e}} é total e prova {\displaystyle \psi (f_{e})}.

Estas propriedades só podem ser expressadas diretamente por teorias que possuam a habilidade de quantificar sobre números naturais e, para RC', quantificar sobre funções de {\displaystyle \mathbb {N} } a {\displaystyle \mathbb {N} }. Na prática, pode-se dizer que uma teoria tem uma dessas propriedades se uma extensão definicional da teoria possui a propriedade declarada acima (Rathjen 2005).

## Antecedentes e História
Enquanto os resultados iniciais foram pelas teorias construtivas da aritmética, vários resultados também são conhecidos pelas teorias de conjuntos construtivos (Rathjen 2005). John Myhill (1973) mostrou que ZFI com o axioma da Substituição eliminado para favorecer o axioma da Coleção possui a propriedade de disjunção, a propriedade de existência numérica, e a propriedade de existência. Michael Rathjen (2005) provou que ZFC possui a propriedade de disjunção e a propriedade de existência numérica.
A maioria das teorias clássicas, como a Aritmética de Peano e ZFC não possuem as propriedades de existência ou disjunção. Algumas teorias clássicas, como ZFC além do axioma da construtibilidade, deveras possuem uma forma enfraquecida da propriedade de existência (Rathjen 2005).

## Em topoi
Freyd e Scedrov (1990) observaram que a propriedade de disjunção se mantém nas álgebras de Heyting livres e nos topoi livres. Em termos categóricos, no topos livre, isto corresponde ao fato do objeto terminal, {\displaystyle \mathbf {1} }, não é a junção de dois subobjetos próprios. Juntamente à propriedade de existência se traduz a asserção de que {\displaystyle \mathbf {1} } é um objeto projetivo indecomponível – o functor que ele representa (o functor de secção global) preserva epimorfismos e coprodutos.

## Relações
Existem diversas relações entre as cinco propriedades discutidas acima.
A propriedade da existência numérica implica a propriedade de disjunção. A prova usa o fato de uma disjunção poder ser reescrita como uma fórmula existencial quantificando sobre números naturais:
{\displaystyle A\vee B\equiv (\exists n)[(n=0\to A)\wedge (n\neq 0\to B)]}.
Portanto, se {\displaystyle A\vee B} é um teorema de {\displaystyle T}, {\displaystyle \exists n\colon (n=0\to A)\wedge (n\neq 0\to B)} também o é. Logo, assumindo a propriedade de existência numérica, existe algum {\displaystyle s} tal que {\displaystyle ({\bar {s}}=0\to A)\wedge ({\bar {s}}\neq 0\to B)} é um teorema. Como {\displaystyle {\bar {s}}} é um numeral, pode-se checar concretamente o valor {\displaystyle s}: se {\displaystyle s=0} então {\displaystyle A} é um teorema e se {\displaystyle s\neq 0} então {\displaystyle B} é um teorema.
Harvey Friedman (1974) provou que em qualquer extensão recursivamente enumerável da aritmética intuicionista, a propriedade da disjunção implica a propriedade da existência numérica. A prova usa sentenças autorreferenciais de maneira similar à prova dos teoremas da incompletude de Gödel. O passo chave é achar uma delimitação no quantificador existencial em uma fórmula (∃x)A(x), produzindo uma fórmula existencial delimitada
(∃x<n)A(x). A fórmula delimitada pode em seguida ser escrita como a disjunção finita A(1)∨A(2)∨...∨A(n). Finalmente, a eliminação da disjunção pode ser usada para mostrar que um dos disjuntos é provável.